# Talbrücke Schwarza
Die Talbrücke Schwarza ist eine 675 m lange Brücke der Autobahn 71. Sie war beim Autobahnbau in Deutschland eine der ersten Stahlverbundbrücken mit einteiligem Überbau.
Das Bauwerk liegt bei Kilometer 140 zwischen dem Autobahndreieck Suhl und dem Autobahnanschluss Meiningen-Nord und überquert südlich von Schwarza das Tal der Schwarza. Dabei wird in einer Höhe von maximal 68 m mit neun Feldern die Landesstraße 1131 von Rohr nach Schwarza überspannt. Die Brücke hat im Grundriss eine Klothoide mit A=1200. Die Längsgradiente hat einen Knick und wechselt mit einem Wannenhalbmesser von 25.000 m von −0,8 % auf 4,5 %. Gebaut wurde die Überführung zwischen den Jahren 1999 und 2002 bei Kosten von ungefähr 19 Millionen Euro.

## Gründung und Unterbauten
Bis auf den dritten nördlichen Pfeiler, der auf Bohrpfählen mit 1,5 m Durchmesser und 22 m Länge gegründet wurde, sind die Widerlager und Pfeiler flach gegründet. Die Stahlbetonpfeiler mit Höhen zwischen 15 m und 63 m bestehen unten aus einem einteiligen Hohlquerschnitt, der bei einer Wanddicke von 40 cm am höchsten Pfeiler, Außenabmessungen von ungefähr 5,5 m × 10,2 m hat. Auf den letzten oberen 24 m löst sich dieser Querschnitt in zwei Einzelstützen auf, die einen trapezförmigen Vollquerschnitt mit maximalen Abmessungen von 3,5 m × 3,2 m besitzen. Die Pfeilerköpfe sind durch Querriegel miteinander verbunden.

## Überbau
Der einteilige Überbau der Stahlverbundbrücke hat einen einzelligen offenen Stahltrog und eine mit Kopfbolzendübeln verbundene 28,5 m breite und 25 cm dicke Stahlbetonfahrbahnplatte. Das Bodenblech des Kastenquerschnittes ist 7,4 m breit, die Stege der Hauptträger sind schräg und stützen die Fahrbahnplatte in einem Abstand von 10,4 m. Zusätzlich wird die Fahrbahnplatte außen durch Schrägstreben ungefähr alle 5 m gestützt. Die Bauhöhe des Stahltroges beträgt 3,85 m, die Konstruktionshöhe des ganzen Überbaus ist konstant 4,2 m. Die Stützweiten des 9-feldrigen Überbaus betragen 55 m + 75 m + 80 m + 3 × 85 m + 80 m + 70 m + 60 m.
Der Bewegungsruhepunkt in Längsrichtung ist in Brückenmitte, wo vier Pfeiler mit dem Überbau unverschieblich verbunden sind.

## Ausführung
Der Stahlüberbau bestand in Längsrichtung aus 24 Schüssen, die in Einzelteilen per LKW angeliefert wurden. Die endgültige Verschweißung erfolgte am östlichen Widerlager. Zum Einbau wurde der Stahltrog mit einem Vorbauschnabel im Taktschiebeverfahren in 13 Abschnitten über die Stützpfeiler eingezogen. Abschließend wurde die Stahlbetonfahrbahnplatte mit drei Schalwagen abschnittsweise in Längen von 15 m hergestellt.